# Hoplocampe commun du prunier
Hoplocampa flava
Espèce
L'Hoplocampe commun du prunier (ou Hoplocampe jaune du prunier) est une espèce d'insectes de l'ordre des hyménoptères, dont la larve (appelée « ver cordonnier » à cause de ses orifices de pénétration dans les fruits, qui ressemblent à des trous d'alène) se développe dans les prunes.
Nom scientifique : Hoplocampa flava L., famille des Tenthredinides.

## Description
L'Hoplocampe mesure 4 à 6 mm et a des ailes veinées. Sa couleur est selon l'espèce, rouge ou jaune. Ses larves (qui sont des « fausse-chenilles ») sont blanchâtres et ont une odeur de punaise. Leur cocon est brunâtre.

## Biologie
Les adultes, jaunes-brun et d'ailes transparentes, apparaissent en fin d'hiver et butinent les fleurs des pruniers en avril-mai. Les femelles pondent leurs œufs sous l'épiderme des sépales du calice, du côté extérieur, au moment de la floraison. Les parties de la peau soulevées par la tarière se colorent en brun et sont faciles à reconnaître. L'incubation dure onze à quatorze jours et les larves éclosent à la défloraison. Elles pénètrent alors dans les fruits en formation et peuvent attaquer successivement 3 à 5 fruits. Elles y percent des trous noirâtres caractéristiques. Les fruits attaqués tombent au sol, encore très petits. Les larves tombent sur le sol avec les derniers fruits atteints et se nymphosent sous terre dans des cocons à 8–10 cm.

## Moyens de lutte
Dès le départ de la végétation (10 à 15 jours avant la floraison), installer des bandes blanches engluées sur les arbres à une hauteur de 0,70 à 1 mètre. Lorsque les insectes sortent, ils croient qu'il s'agit des pétales de fleurs et viennent s'y coller.
En cas de forte attaque, faire 2 à 3 traitements, après la chute des pétales, avec de l'infusion de tanaisie ou d'absinthe, de la décoction de quassia ou un produit à base de pyrèthre ou de roténone (si possible avec de l'eau chaude).